# Адульф Кордовский
Адульф и Иоанн (казнены в 825, Кордова) — из 72-х кордовских мучеников. Одновременно и католические и православные святые.

## Дни памяти мучеников
- 19 сентября по юлианскому календарю (2 октября по григорианскому календарю) — в Испано-Португальской епархии РПЦ.[1]
- 27 сентября — в католической церкви по григорианскому стилю.
- 28 сентября — в католических епархии Кордовы и архиепархии Севильи по григорианскому стилю.
- в воскресенье 29 сентября или в воскресенье накануне 29 сентября по юлианскому стилю (воскресенье 12 октября или ранее в воскресный день по григорианскому стилю) - в Русской Православной Церкви в Соборе святых, в земле испанской и португальской просиявших, в числе 72 кордовских (кордубских) мучеников)[3]

## Мученичество и память
Святые братья Адульф и Иоанн родились в Севилье, в семье отца-мусульманина и матери-христианки. Во время гонений при халифе Абд ар-Рахмане II были схвачены и казнены в Кордове.
В честь святого мученики Адульфа Кордовского названа католическая церковь в Дюссельдорфе на улице Кордовы административного района Пемпельфорт.